# آبچلیک خالدار پاسبز

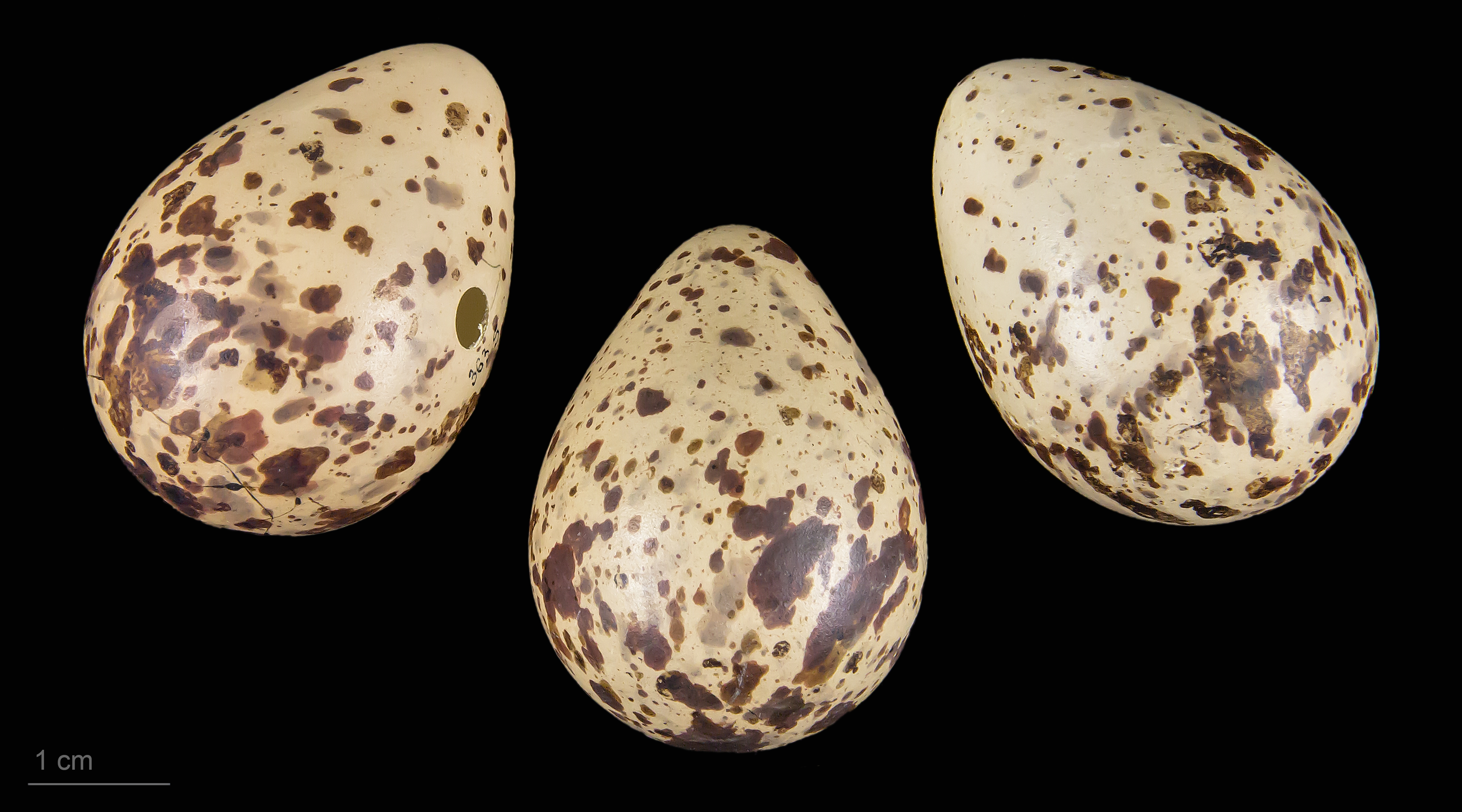
Tringa glareola

آبچلیک خالدار پاسبز، آبچلیک درختی یا آبچلیک چوبی (نام علمی: Tringa glareola) نام یک گونه از تیره آبچلیک است. این گونه روی زمین و نیز گاهی از آشیانه درختی قدیمی پرندگان دیگر مانند آشیانه توکای پشت‌بلوطی استفاده می‌کند.